# Nicolaus Eosander
Nicolaus Eosander, född i Åsbo församling, död 1606 i Skällviks församling, var en svensk präst.

## Biografi
Nicolaus Eosander föddes i Åsbo församling. Han var son till kyrkoherden Magnus i församlingen. Eosander studerade utomlands och avlade magisterexamen. Han blev 1560 kyrkoherde i Skällviks församling och avled 1606 i församlingen.
Eosander deltog i Uppsala möte 1593 och var föreslagen till biskop i Linköpings stift vid sin död.

### Familj
Eosander gifte sig första gången med en okänd kvinna. Han gifte sig andra gången med Christina. De fick tillsammans barnen kyrkoherden Johannes Eosander i Åsbo församling, studenten Israel Eosander, kyrkoherden Magnus Eosander i Örberga församling och komministern Abraham Eosander i Kumla församling.